# Женщины Искусство Революция
«Женщины Искусство Революция» (англ. !Women Art Revolution) ― американский документальный фильм 2010 г. режиссёра Линн Хершман-Лисон в сотрудничестве с кинокомпанией Zeitgeist Films. Фильм описывает феминистическое художественное движение, которое представлено через интервью с художницами, кураторами, критиками и историками.
Этот документальный фильм создан Линн Хершман-Лисон, чтобы исследовать мир феминистического искусства. С помощью интервью, документальных кадров и произведений искусства фильм отслеживает траекторию долго не признаваемого обществом феминистического искусства. События прослеживаются с 1960-х, начиная с антивоенных акций и акций протеста за гражданские права.
Линн Хершман-Лисон на протяжении четырёх десятилетий опрашивала художниц, кураторов, критиков и историков об их индивидуальных и групповых усилиях, сосредоточенных на достижении женщинами успеха в мире искусства и обществе, помогая им преодолевать многочисленные препятствия. В рамках проекта в разных местах в разное время было опрошено более 40 человек. Каждая спикерша, которая сталкивалась с препятствиями из-за своего пола, рассказывает о своём опыте в мире искусства. Многие художницы обсуждают работы, которые они создали в результате притеснения. Фильм начинается со сцены в музее американского искусства Уитни, где Лисон просит людей назвать трёх художниц; мало кто смог назвать кого-то, кроме Фриды Кало. Лисон называет фильм «остатками упорной истории, которая не может больше ждать провозглашения». Она говорит, что события дня заставили её почувствовать «неотложность зафиксирования этого мгновения» и снимать в любое время, где бы ни было, даже с заёмной камерой.
Своё название фильм получил от группы Художницы в революции (англ. Women Artists in Revolution), созданной в 1960-х в качестве коалиции для повышения осведомлённости о многочисленных препятствиях, с которыми сталкиваются художницы. Многие проблемы начались на фундаментальном уровне, отмечает в фильме Рейчел Розенталь, когда художницы не получали признания в истории искусства и книг. Все спикерки рассказывают о мужском доминировании в мире искусства, делясь личными историями. Работы, которые создавали тогда феминистские художницы, сильно отличались от демонстрируемых работ или о которых тогда говорили.
Фильм накладывает исторические события на феминистские события, на которые оказали влияние политические события, такие как война во Вьетнаме, Партия Черных Пантер, движение за гражданские права в США, движение освобождения женщин и движением «Свобода слова». Конкурс «Мисс Америка» 1968 года Лисон называет моментом, когда искусство и политика срослись, что завершилось недельным протестом против событий.
В фильме упоминается популярный художественный стиль того времени. Имея в виду освобождение от политики, это движение не совпадало с происходящим социально и политически. Феминистическое художественное движение работало над распознаванием современных политических движений и социальных проблем, создавая платформу для осведомлённости об этих событиях.